# HeidiSQL
HeidiSQL (vorher bekannt als MySQL-Front) ist ein freier Client für viele  Datenbanksysteme, darunter MariaDB, MySQL, Microsoft SQL, PostgreSQL, SQLite, InterBase und Firebird, der vom deutschen Programmierer Ansgar Becker entwickelt wird. Die Inspiration für die Namensgebung ist sowohl das Topmodel Heidi Klum als auch Heidi (Anime).

## Allgemeine Details
Die Veröffentlichungen mit Versionsnummern vor 3.0 waren als MySQL-Front (bis 2.5) bekannt. Der Name ist im Jahr 2006 in „HeidiSQL“ geändert worden, als Ansgar Becker im April 2006 seine alten Quellen in ein neues Open-Source-Projekt bei SourceForge einbrachte.
Es gab auch eine Shareware-Anwendung namens „MySQL-Front 3.0“, die von einem anderen Entwickler von 2004 bis 2006 entwickelt wurde und eine neue Codebasis hatte.
Programmiert wurde HeidiSQL ausschließlich durch Ansgar Becker, nachdem es phasenweise auch Teammitglieder aus Dänemark und Brasilien gegeben hatte. Andere Programmierer haben kleinere Code-Schnipsel eingeschickt und dadurch zum Teil neue Funktionen eingebaut, wie z. B. den LaTeX-Export.
Unterstützung für den Microsoft SQL Server wurde ab März 2011 für die Version 7.0 eingebaut.
Übersetzungen der Oberfläche existieren momentan in ca. 20 Sprachen, die per Transifex verwaltet werden. Während die deutsche Übersetzung vom Autor selbst erstellt wird, befassen sich ab der Version 8.0 ca. 30 freie Autoren mit den anderen Sprachen.
Die PostgreSQL-Unterstützung wurde seit März 2014 entwickelt und ist seit der Version 9.0 nutzbar. SQLite-Datenbanken können seit Version 11.0 bearbeitet werden. In Version 12.0 kamen Interbase und Firebird dazu.

## Technische Details
- Die Kommunikation mit dem MySQL-Server erfolgt seit der Version 5.0 durch eine neu entwickelte Datenbank-Verbindungsschicht, die Becker eigens für HeidiSQL entwickelte. Die neuere Verbindungsschicht ermöglicht neben TCP/IP-Verbindungen auch Verbindungen über benannte Pipes, SSH-Tunnel (plink.exe, ssh.exe) und SSL. Die alten MySQL-Front-Versionen bis Version 2.5 setzten direkt auf der Programmierschnittstelle mysql.pas von Matthias Fichtner auf. Für die HeidiSQL-Versionen 3.0 bis 4.0 wurde die ZeosLib verwendet.
- Die Versionen werden mit Git verwaltet.
- Das Fallbearbeitungssystem (für Fehlerberichte und neue Anforderungen) wird bei GitHub gehostet.
- HeidiSQL erlaubt unter anderem das Anlegen und Bearbeiten von Datenbanken, Tabellen, Tabellendaten, Views, Triggers, Stored Procedures und den in MySQL 5.1 eingeführten zeitgesteuerten Ereignissen.
- Virtuelle Spalten auf MariaDB-Servern werden vom Tabellen-Editor unterstützt.
- Ab Version 8.2 liegt auch eine 64-Bit-Fassung von HeidiSQL vor.
- Seit Version 10.0 werden visuelle Stile unterstützt, die auf den VCL Styles von Embarcadero basieren
- Bildschirme mit hoher Pixeldichte (High DPI) werden seit Version 12.0 unterstützt
- Unterstützte Betriebssysteme sind Windows 8, 10 und 11 bzw. mittels Wine auch Linux und macOS

## Veröffentlichungen
- 3.0 Beta (veröffentlicht am 16. April 2006)
- 3.0 RC1 (veröffentlicht am 3. Mai 2006)
- 3.0 RC2 (veröffentlicht am 5. Mai 2006)
- 3.0 RC3 (veröffentlicht am 4. August 2006)
- 3.0 RC4 (veröffentlicht am 23. Dezember 2006)
- 3.0 (veröffentlicht am 3. April 2007)
- 3.1 RC1 (veröffentlicht am 12. Oktober 2007)
- 3.1 (veröffentlicht am 14. November 2007)
- 3.2 (veröffentlicht am 20. November 2007)
- 4.0 RC1 (veröffentlicht am 23. Oktober 2008)
- 4.0 RC3 (veröffentlicht am 13. Januar 2009)
- 4.0 (veröffentlicht am 30. April 2009)
- 5.0 Beta (veröffentlicht am 30. Januar 2010)
- 5.0 (veröffentlicht am 26. März 2010)
- 5.1 (veröffentlicht am 15. April 2010)
- 6.0 (veröffentlicht am 20. November 2010)
- 7.0 (veröffentlicht am 12. Februar 2012)
- 8.0 (veröffentlicht am 19. Mai 2013)
- 8.1 (veröffentlicht am 3. Oktober 2013)
- 8.2 (veröffentlicht am 17. Dezember 2013)
- 8.3 (veröffentlicht am 25. Januar 2014)
- 9.0 (veröffentlicht am 10. November 2014)
- 9.1 (veröffentlicht am 11. November 2014)
- 9.2 (veröffentlicht am 2. Mai 2015)
- 9.3 (veröffentlicht am 8. August 2015)
- 9.4 (veröffentlicht am 20. Oktober 2016)
- 9.5 (veröffentlicht am 19. Dezember 2017)
- 10.0 (veröffentlicht am 23. Januar 2019)
- 10.1 (veröffentlicht am 20. Mai 2019)
- 10.2 (veröffentlicht am 15. Juni 2019)
- 10.3 (veröffentlicht am 11. Dezember 2019)
- 11.0 (veröffentlicht am 17. März 2020)
- 11.1 (veröffentlicht am 2. November 2020)
- 11.2 (veröffentlicht am 24. Januar 2020)
- 11.3 (veröffentlicht am 30. Mai 2021)
- 12.0 (veröffentlicht am 12. April 2022)
- 12.1 (veröffentlicht am 13. August 2022)
- 12.2 (veröffentlicht am 15. November 2022)
- 12.3 (veröffentlicht am 5. Dezember 2022)
- 12.4 (veröffentlicht am 26. Februar 2023)
- 12.5 (veröffentlicht am 8. Mai 2023)
- 12.6 (veröffentlicht am 5. November 2023)
- 12.7 (veröffentlicht am 5. Mai 2024)
- 12.8 (veröffentlicht am 11. Juli 2024)

## Veröffentlichungen als „MySQL-Front“
- 1.8beta (veröffentlicht am 6. September 2000)
- 1.10 (veröffentlicht am 19. September 2000)
- 1.11 (veröffentlicht am 26. September 2000)
- 1.13beta (veröffentlicht am 26. Oktober 2000)
- 1.14beta (veröffentlicht am 9. Dezember 2000)
- 1.15beta (veröffentlicht am 10. Dezember 2000)
- 1.16beta (veröffentlicht am 7. Januar 2001)
- 1.17 (veröffentlicht am 17. Februar 2001)
- 1.19beta (veröffentlicht am 20. Juni 2001)
- 2.0 (veröffentlicht am 13. Januar 2002)
- 2.1 (veröffentlicht am 17. Januar 2002)
- 2.2 (veröffentlicht am 16. März 2002)
- 2.3 (veröffentlicht am 26. Juli 2002)
- 2.4 (veröffentlicht am 26. August 2002)
- 2.5 (veröffentlicht am 3. September 2002)